# جوش كلارك (ممثل)
جوش كلارك (بالإنجليزية: Josh Clark)‏ هو ممثل أمريكي، ولد في 16 أغسطس 1955 في الولايات المتحدة.

## أعمال

### أفلام
- (2015) مكفارلاند - أميركا

### مسلسلات
- فوياجر
- عالم آخر

## وصلات خارجية
- جوش كلارك على موقع IMDb (الإنجليزية)
- جوش كلارك على موقع قاعدة بيانات برودواي على الإنترنت (الإنجليزية)
- جوش كلارك على موقع قاعدة بيانات الفيلم (الإنجليزية)